# Äpplen i Sverige : 240 äppelsorter i text och bild

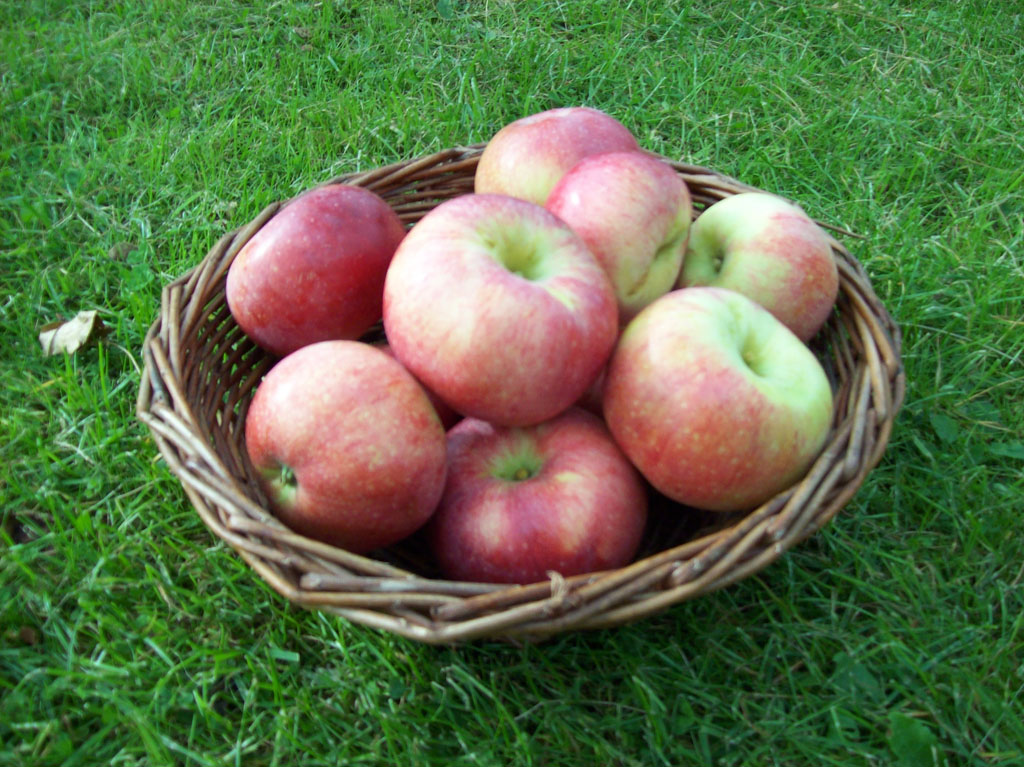
Aroma är en av de äppelsorter som omnämns i boken.

Äpplen i Sverige : 240 äppelsorter i text och bild är en uppslagsbok om äpplen, utgiven 2005. Den beskriver 240 äppelsorter, och har foton på de beskrivna äpplena. Den skriver även allmänt om äpplen och skötselråd för äppelträd. Håkan Svensson står för texten i boken. Kent Kastman står för fotografierna.